# Eustomias fissibarbis
Eustomias fissibarbis är en fiskart som först beskrevs av P. Pappenheim 1912.  Eustomias fissibarbis ingår i släktet Eustomias och familjen Stomiidae. Inga underarter finns listade i Catalogue of Life.